# الزي الرسمي للجيش الإمبراطوري الياباني

## الزي الرسمي المبكر

### نسخة 1867
كان لون الزي الرسمي الأولي أزرق داكن، متبعًا النمط الفرنسي المعاصر ويشبه لون جيش الاتحاد في الحرب الأهلية الأمريكية .

### حِقبة ميجي 19 - نسخة 1886

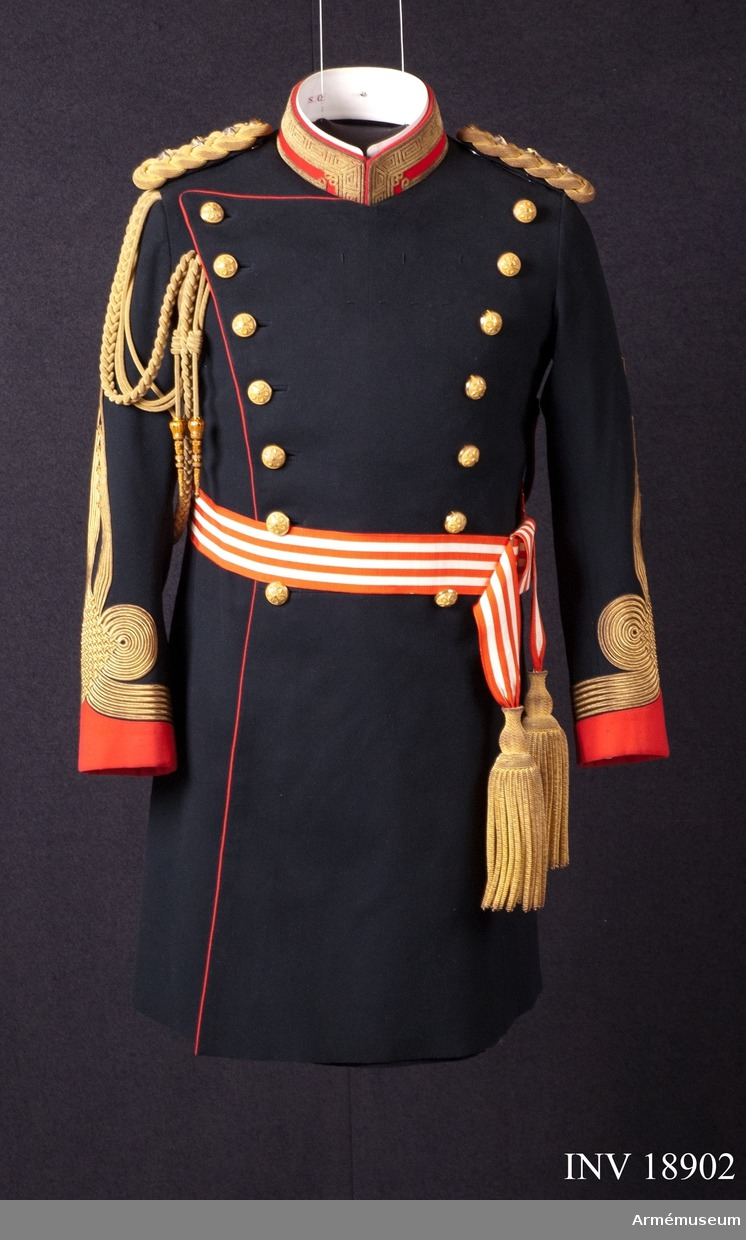
زي العرض الخاص بالملحق العسكري الياباني، اللواء «أونوديرا ماكوتو»، في ثلاثينيات القرن العشرين.

كانت تشبه سترة الجيش الإمبراطوري الألماني M1842 / M1856 الازرق الداكن، سُترة ميجي لعام 1886 حيث كانت باللون الأزرق الداكن، أحادية الصدر، ولها ياقة منخفضة ولا تحتوي على جيوب. تم ارتداؤه مع بنطال مستقيم متطابق لقبعة «وكيبي» (أحمر للحرس الإمبراطوري) كان يُرتدي عليه نجمة نحاسية ذات خمس نقاط. بعد الحرب الفرنسية البروسية، تم استبدال القبعة بقبعة مسطحة القمة وأصبحت ياقة السترة أعلى. تمت إضافة جيوب إلى سترات الضباط في وقت متأخر من إصدارها.
كان لزي المشاة واجهات حمراء على ياقات السترة وأشرطة الكتف وخطوط البنطلون. كان لدى مشاة الخط أشرطة صفراء على قبعاتهم بينما تميز مشاة الحرس الإمبراطوري باللون الأحمر. كانت طبقات البنطلون لكِلا فرعي المشاة ذات خطوط حمراء واسعة وكانت للمدفعية واجهات صفراء على زيهم الأزرق الداكن، وكان لون فرع المهندسين بني غامق، وأخضر للطب، وأزرق فاتح لوحدات النقل. وكان للخدمات المالية والإدارية وخدمات الدعم الأخرى واجهات بيضاء.
بعد الحرب الروسية اليابانية، اعتمد الجيش الياباني اللون الكـاكي في جميع المناسبات - وهو أول جيش كبير يتخلص من ملابس العرض الملونة. سُمح فقط لأسراب سلاح الفرسان التابعة للحرس الإمبراطوري والضباط من جميع الفروع بالاحتفاظ بزيهم الملون في مناسبات احتفالية واجتماعية معينة، حتى عام 1939.

## الزي الكـاكي

أنواع مختلفة من الزي الكـاكي خلال الحرب العالمية الثانية (مُلصق أمريكي)

### 1904

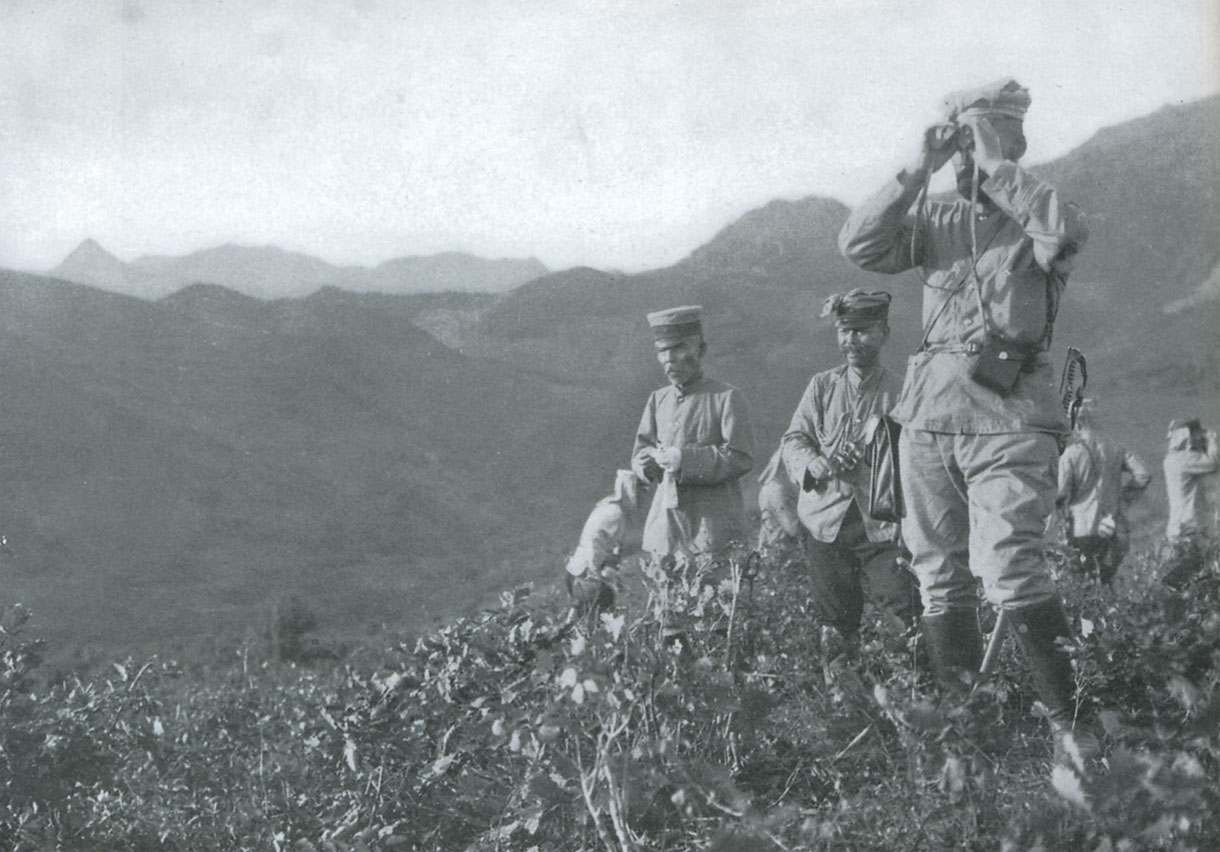
جنرال الجيش الامبراطوري الياباني «كوروكي» ورئيس أركانه يرتديان زي عام 1904 أثناء معركة «لياويانج».

كان الزي الجديد في الأساس نسخة قطنية ذو لون كـاكي من زي عام 1886 مع سترة أقصر. ظهر لأول مرة عام 1900، وتم إصداره كزي موحد للطقس الحار في عام 1904 حيث كان هناك أمر بصبغ زيهم الأبيض باللون الكـاكي. أصبحت المزايا العملية للكـاكي على اللون الأزرق الداكن واضحة في المراحل الأولى من الحرب الروسية اليابانية. في عام 1906، تم أيضًا اعتماد زي كـاكي للطقس البارد ومعطف كبير.

### ميجي 38 (1906)
تم تقديم الزي «ميجي 38» أو «النوع 38» في عام 1906 كأول زي كـاكي كامل للجيش. وسيكون هذا الزي مشابهًا جدًا للزي الرسمي من «النوع 45» المستقبلي.

### النوع 5

"زي الجيش الياباني" (مُلصق أمريكي 1944)

### النوع 3 (3 شيكي-جون-آي)

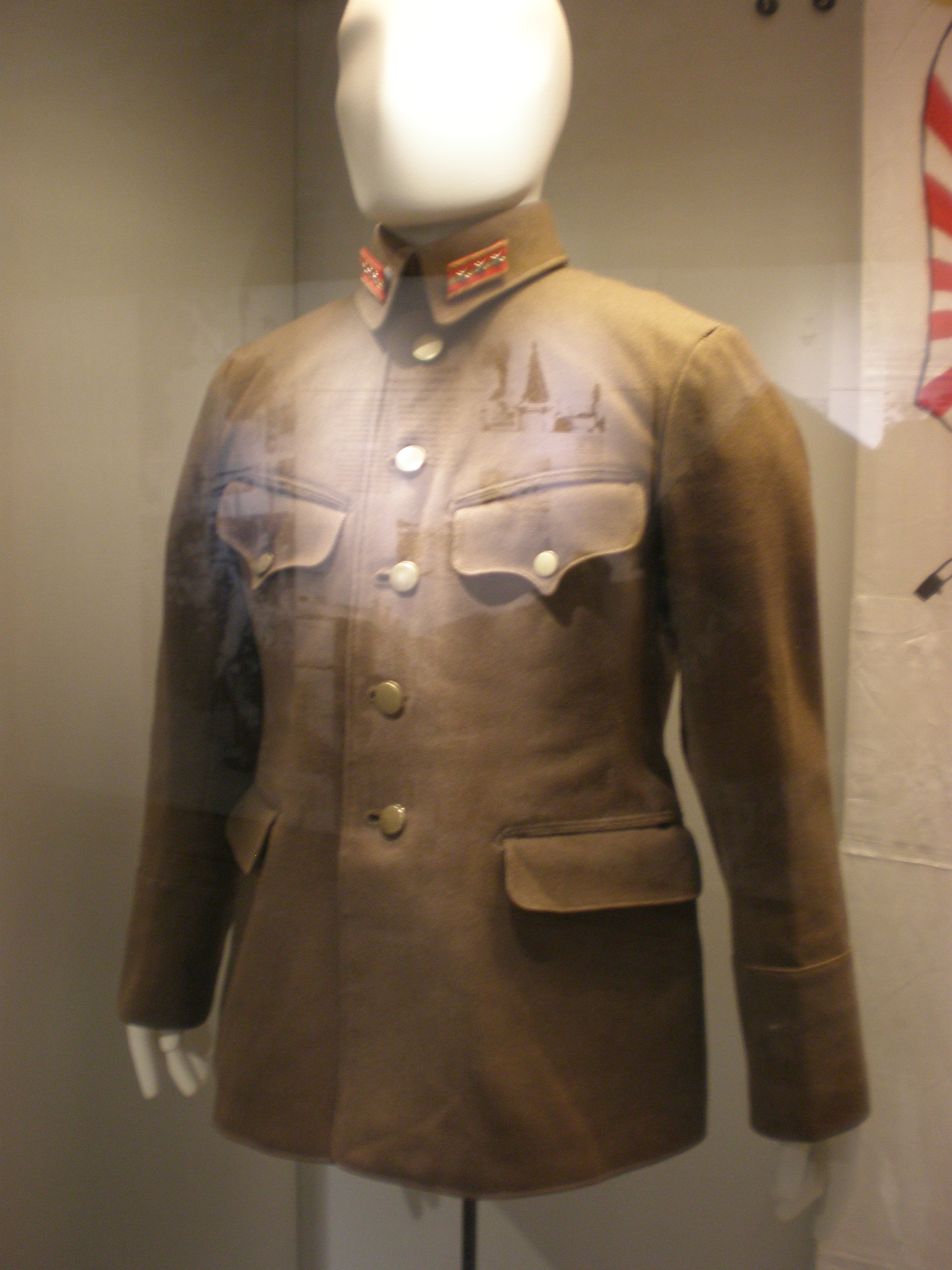
زي النوع 3

### قبعة الخدمة

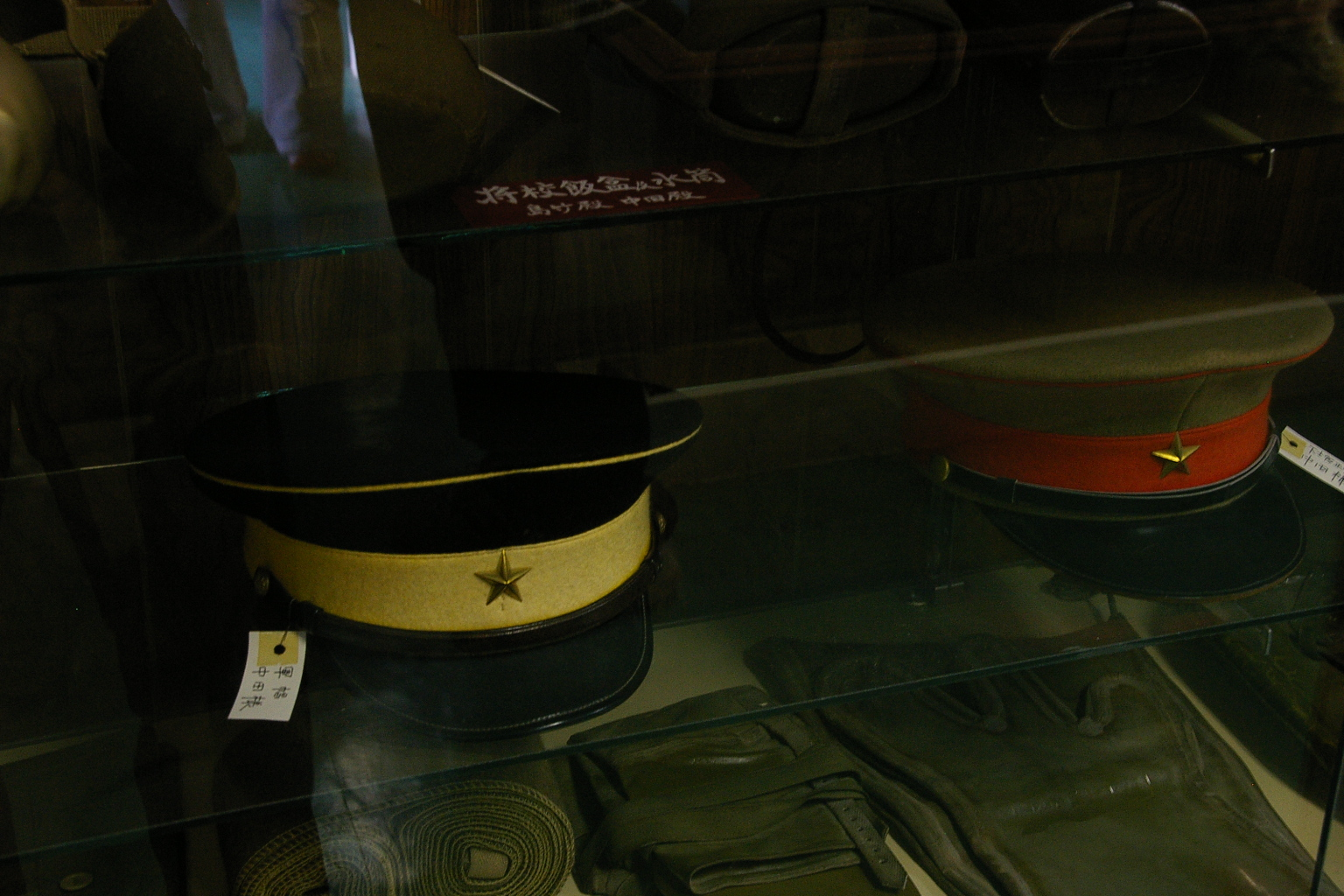
قبعة خدمة لجيش الامبراطورية اليابانية

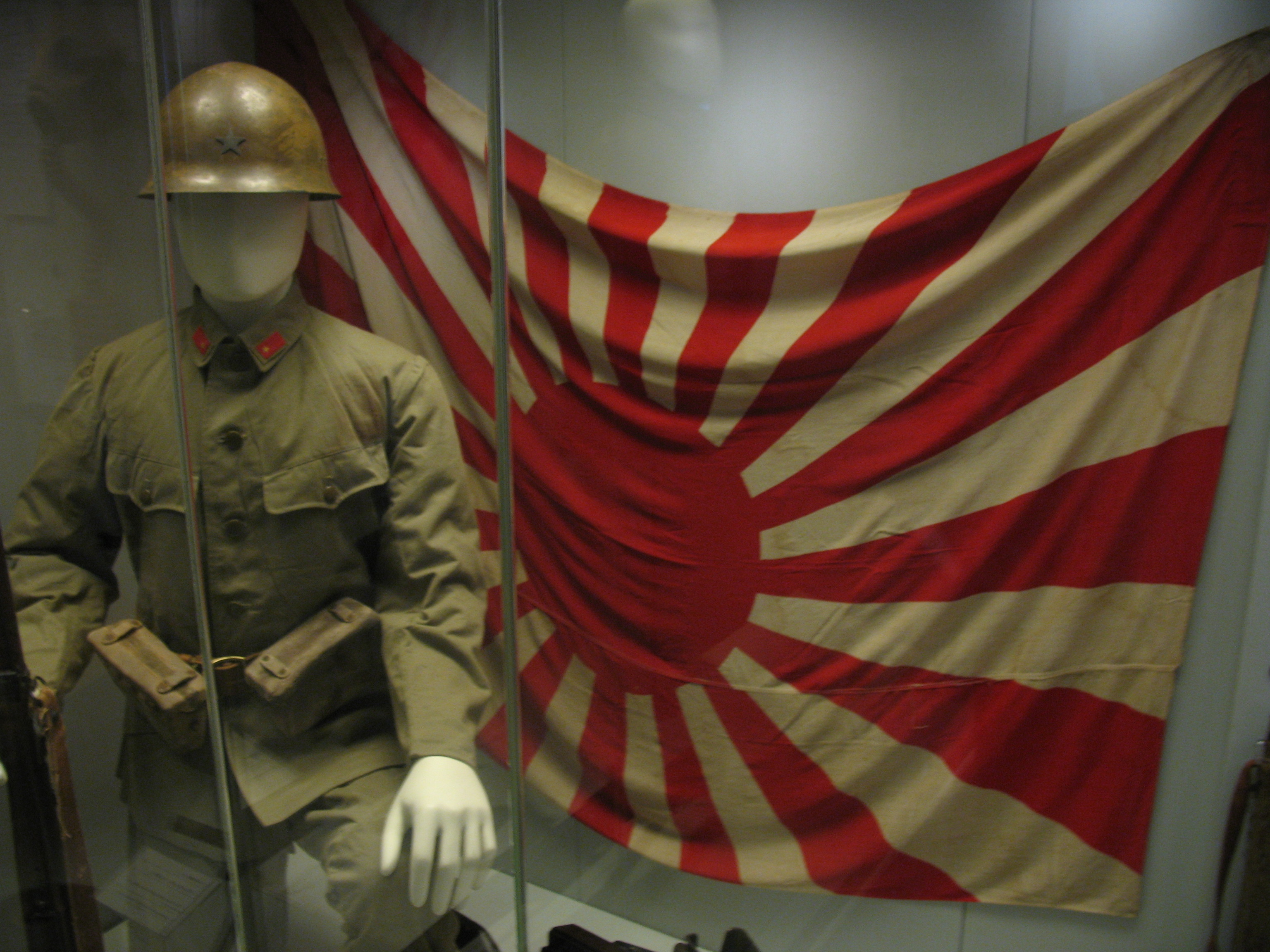
خوذة «النوع 90» مع الزي الرسمي